# Główczyce (gmina)
Główczyce est une gmina rurale du powiat de Słupsk, dans la voïvodie de Poméranie, dans le nord de la Pologne. Son siège est le village de Główczyce, qui se situe environ 28 km au nord-est de Słupsk et 87 km à l'ouest de la capitale régionale Gdańsk.
La gmina couvre une superficie de 323,81 km2 pour une population de 9 148 habitants (2017).

## Géographie
La gmina inclut les villages d'Ameryka, Będziechowo, Będzimierz, Borek Skórzyński, Budki, Bukowski Młyn, Cecenówko, Cecenowo, Choćmirówko, Choćmirowo, Ciemino, Czarny Młyn, Dargoleza, Dochówko, Dochowo, Drzeżewo, Gać, Gatka, Główczyce, Górzyno, Gorzysław, Gostkowo, Izbica, Karolin, Karpno, Klęcinko, Klęcino, Kokoszki, Lipno, Lisia Góra, Michałowo, Mokre, Murowaniec, Następowo, Nowe Klęcinko, Olszewko, Pękalin, Pobłocie, Podole Wielkie, Przebędowo Słupskie, Rówienko, Równo, Rumsko, Rzuski Las, Rzuszcze, Siodłonie, Skórzyno, Stowięcino, Święcino, Szczypkowice, Szelewo, Warblino, Wielka Wieś, Wolinia, Wykosowo, Zawada, Żelkowo, Zgierz, Zgojewko, Zgojewo et Żoruchowo.
La gmina borde les gminy de Damnica, Nowa Wieś Lęborska, Potęgowo, Słupsk, Smołdzino et Wicko.